# イアン・ホッダー
イアン・ホッダー（Ian Hodder、1948年11月23日 - ）は、ブリストル生まれのイギリスの考古学者。またポスト・プロセス考古学のパイオニアでもある。2008年の時点で彼はスタンフォード大学の人類学部の教授である。

## 経歴
ホッダーは中央アナトリア（今日のトルコ）にある9000年前の新石器時代の遺跡「チャタル・ヒュユク」の発掘などの仕事を手がけている。彼は「チャタル・ヒュユク発掘プロジェクト」の監督である。このプロジェクトは遺跡を保護維持し、出土したままの状態で一般公開するものである。彼は発掘における非実証主義なアプローチの影響について探究してきた。このアプローチでは発掘者それぞれが遺跡にそれぞれの解釈をする機会を与えることを目標としている。
彼は1971年、ロンドン大学で先史考古学を専攻し、1974年、ケンブリッジ大学で博士号を取った。その後1974年から1977年までリーズ大学で教え、1999年までケンブリッジ大学で教鞭をとった。1999年スタンフォード大学に移った。1996年にはブリティッシュアカデミーのフェローに選ばれている。2009年トーマス・ハックスリー記念賞受賞。

## 主著
- Spatial analysis in archaeology (1976, with C. Orton)
- Symbols in action. Ethnoarchaeological studies of material culture (1982)
- The Present Past. An introduction to anthropology for archaeologists (1982)
- Reading the Past. Current approaches to interpretation in archaeology (1986) (revised 1991 and, with Scott Huston, 2003)
- The Domestication of Europe: structure and contingency in Neolithic societies (1990)
- Theory and Practice in Archaeology (1992) (Collected papers)
- On the Surface: Catalhoyuk 1993-95 (1996) As editor,  Cambridge:  McDonald Institute for Archaeological Research and British Institute of Archaeology at Ankara.  ISBN 0-9519420-3-4.
- The Archaeological Process.  An introduction (1999)
- Archaeology beyond dialogue (2004) (Collected papers)
- The Leopard's Tale: Revealing the Mysteries of Catalhoyuk (2006)